# Inamicul (film)
Inamicul  (titlu original: Enemy) este un film thriller canadiano-spaniol din 2013 regizat de Denis Villeneuve. În rolurile principale joacă actorii Jake Gyllenhaal (într-un rol dublu), Mélanie Laurent, Isabella Rossellini, Sarah Gadon, Stephen R. Hart și Jane Moffat. A avut premiera în cadrul secțiunii de Prezentări Speciale a Festivalului Internațional de Film de la Toronto din 2013.. Filmul este bazat pe romanul lui José Saramago -O Homem Duplicado din 2002.

## Prezentare
Un om (Jake Gyllenhaal) participă la un spectacol erotic dintr-un club subteran care culminează cu o femeie goală  are strivește o tarantulă cu piciorul. În altă parte, o femeie gravidă stă pe un pat, singură.
Adam Bell, un profesor de istorie, care arată identic cu cel de la spectacolul erotic, închiriază un film la recomandarea colegului său. Adam vede un actor într-un rol secundar care arată exact ca el.
După o căutare pe internet, Adam îl identifică pe actor ca fiind Daniel St. Claire, care este numele de scenă al unui oarecare Anthony Claire. Adam închiriază restul filmelor lui Anthony și începe să aibă o obsesie legată de acest om care pare a fi dublura sa fizică. Prietena lui Adam, Mary (Mélanie Laurent) este îngrijorată de schimbarea comportamentului acestuia. Adam îi ia urma lui Anthony, vizitând biroul lui și sunându-l acasă. Toată lumea, inclusiv Helen (Sarah Gadon), soția însărcinată a lui Anthony, îi confundă pe cei doi.
Adam și Anthony în cele din urmă să întâlnesc într-o cameră de hotel și descoperă că sunt copii perfecte ale celuilalt, inclusiv cicatricile. Adam este rezervat și gânditor în timp ce Anthony este agresiv și sexual. După ce o urmărește pe Mary la locul ei de muncă, Anthony dorește o legătură sexuală cu aceasta. Adam îi oferă lui Anthony hainele sale și cheile de la mașina sa, iar Anthony o duce pe Mary la hotelul unde cei doi bărbați s-au întâlnit inițial. Între timp, Adam pătrunde în apartamentul lui Anthony și ajunge în pat cu Helen, care pare să realizeze că partenerul ei este cumva diferit și îi cere lui Adam să rămână.
La hotel, Mary intra în panică atunci când ea vede pe deget semnul lăsat de verigheta lui Anthony și îl întreabă cine este el, deoarece prietenul său nu purta niciun inel. Ea îl obligă pe Anthony s-o ducă acasă. Dar, pe autostradă, cei doi se ceartă violent, provocând un accident de mașină  în care mor amândoi.
A doua zi, Adam se îmbracă în haine lui Anthony, aparent gata de a începe o nouă viață ca Anthony. Helen iese de la duș și intră în dormitor. Adam o întreabă ce va face în aceea seară și, neprimind niciun răspuns, se duce după ea. Când ajunge în camera unde trebuia să fie Helen, Adam constată că ea s-a transformat într-o tarantulă enormă care încearcă să se ascundă de frica lui Adam. Adam reacționează doar cu un oftat.

## Distribuție
- Jake Gyllenhaal ca Adam Bell / Anthony St. Claire
- Mélanie Laurent ca Mary
- Isabella Rossellini ca mama lui Adam
- Sarah Gadon ca Helen St. Claire
- Stephen R. Hart ca Bouncer
- Jane Moffat ca Eve
- Joshua Peace este Carl
- Tim Post ca Anthony Concierge

## Primire
Enemy a primit recenzii majoritar pozitive. Pe site-ul Rotten Tomatoes are un scor de 74%, având nota 6,6/10, pe baza comentariilor a 30 de critici. Consensul general al criticilor este că având "un scenariu întortocheat și o premiză dificilă, Enemy avea șanse mari de a eșua - dar, datorită unei interpretări excepționale a lui Jake Gyllenhaal și regiei inteligente a lui Denis Villeneuve, este creată o atmosferă tensionată, devenind un thriller aventuros neobișnuit."